# Ammoniumdithionat
Ammoniumdithionat ist eine anorganische Verbindung aus der Gruppe der Dithionate.

## Herstellung
Ammoniumdithionat kann durch Reaktion von Mangandithionat mit Ammoniumcarbonat gewonnen werden.

## Eigenschaften
Ammoniumdithionat zerfällt bei etwa 242 °C. Das Dithionat-Ion bildet dabei unter Abgabe von Schwefeldioxid Sulfat. Unter Bestrahlung bildet Ammoniumdithionat stabile SO3-Radikalanionen, die in Elektronenspinresonanz (EPR)-Messungen ein einzelnes klares Signal erzeugen. Dadurch eignet sich die Verbindung möglicherweise als Material für die EPR-Dosimetrie.